# Assé-le-Bérenger

Assé-le-Bérenger este o comună în departamentul Mayenne, Franța. În 2009 avea o populație de 414 de locuitori.